# エスカイヤ・ガールス
『エスカイヤ・ガールス』は宝塚歌劇団の作品。

## 宝塚大劇場公演

### 花組
- 形式名は「グランド・ショー[1]」
- 1965年3月3日 - 3月23日[1]公演
- 24場[1]
- 併演は『われら花を愛す[1]』
- 51期生の初舞台公演。

スタッフ
- 作・演出[2]：鴨川清作[1]
- 音楽[2]：入江薫[1]、中井光靖[1]、中野潤二[1]、吉﨑憲治
- 音楽指揮：溝口堯[2][3]
- 音楽指導：水島早苗[3][4]
- 振付[2][3]：岡正躬、佐々木和男、県洋二、朱里みさを、アキコ・カンダ
- 装置：黒田利邦[2][3]
- 装置・衣裳：静間潮太郎[2][3]
- 照明：今井直次[3][4]
- 小道具：生島道正[3][4]
- 効果：村上茂[3][4]
- 録音：松永浩志[3]
- 演出助手[3][4]：酒井澄夫、岡田敬二
- 振付助手：高木祥次[3]

主な出演
- 紳士、マドモアゼル：那智わたる[1]
- 紳士：星空ひかる[1]
- 歌う青年：麻鳥千穂[1]
- 水の精：近衛真理[1]
- 追われる男：甲にしき[1]

### 星組
- 1965年3月25日 - 4月29日[3]公演。
- 形式名は「グランド・ショー[3]」。
- 20場[3]。
- 併演は『リュシエンヌの鏡[3]』
- 続演[3]

スタッフ
- 作・演出[2]：鴨川清作[3]
- 音楽[2]：入江薫、中井光靖、中野潤二、吉﨑憲治
- 音楽指揮：溝口堯[2]
- 音楽指導：水島早苗[4]
- 振付[2]：岡正躬、佐々木和男、県洋二、朱里みさを、アキコ・カンダ
- 装置：黒田利邦[2]
- 装置・衣裳：静間潮太郎[2]
- 照明：今井直次[4]
- 小道具：生島道正[4]
- 効果：村上茂[4]
- 音響：松永浩志[4]
- 演出助手[4]：酒井澄夫、岡田敬二

主な出演
- 踊る男：天城月江[3]
- スリ：水代玉藻[3]
- ルンペン：深山しのぶ[3]
- 紳士A：那智わたる[3]
- 踊る女：若山かずみ[3]
- 歌手：如月美和子[3]
- 踊る女：大空美鳥[3]
- ヨットの青年：千波淳[3]
- 恋の男：直木玉実[3]
- 水の精：安芸ひろみ[3]

## 東京宝塚劇場公演

### 星組
- 1966年3月4日 - 3月30日[5]公演
- 併演は『夜霧の城の恋の物語[5]』

主なスタッフ
- 鴨川清作[5]

### 花組
- 1966年4月2日 - 4月27日[5]公演
- 併演は『あゝそは彼の人か[5]』

主なスタッフ
- 鴨川清作[5]

## その他の公演

### 花組　1966年
- 9月23日 - 10月2日[6]公演
- 併演は『笛吹きと豚姫[6]』
- 公演地は名古屋・名鉄ホール[6]

### 雪組
- 1966年11月11日 - 11月17日[6]公演
- 併演は『火の鳥[6]』
- 公演地[6]は金沢、浜田、米子、鳥取、出雲

主なスタッフ
- 鴨川清作[6]

### 花組　1967年
- 併演は『恋天狗[6][7]』
- 4月21日から5月3日までの公演地[6]は静岡、瑞浪、瀬戸、小松、高岡、長浜、彦根、広島
- 11月14日から12月4日まで公演地[6]は福山、玉名、熊本、川内、鹿児島、宮崎、都城、日南、延岡、大分、今治、松山、岡山

主なスタッフ
- 鴨川清作[6][7]